# Alibek Prenov
Alibek Prenov est un karatéka kazakh surtout connu pour avoir remporté la médaille de bronze en kumite individuel masculin moins de 80 kilos aux championnats du monde de karaté 2008 à Tōkyō, au Japon.

## Résultats
| Résultat           | Date             | Épreuve                   | Catégorie | Compétition                                  | Ville hôte                 |
| ------------------ | ---------------- | ------------------------- | --------- | -------------------------------------------- | -------------------------- |
| 5e place           | 21 octobre 2007  | Kumite individuel - 75 kg | Juniors   | Championnats du monde juniors et cadets 2007 | Istanbul, en Turquie       |
| Médaille d'or      | Août 2008        | Kumite individuel - 80 kg | Juniors   | Championnats d'Asie juniors et cadets 2008   | Kota Kinabalu, en Malaisie |
| Médaille de bronze | 16 novembre 2008 | Kumite individuel - 80 kg | Seniors   | Championnats du monde 2008                   | Tōkyō, au Japon            |